# Erhard Milch
Erhard Milch (30. marts 1892 i Wilhelmshaven – 25. januar 1972 i Düsseldorf) var en tysk luftfartspionér og generalfeltmarskal af jødisk oprindelse, der havde ansvaret for opbygningen af Luftwaffe som et led i oprustningen af Nazi-Tyskland.

## Baggrund
Milch blev født i Wilhelmshaven som søn af Anton Milch, en jødisk læge ved det Tyske Kejserriges flåde. Wilhelmshaven var en eksklave af Kongeriget Preussen, hvor kejser Wilhelm I havde etableret en hovedbase for Preussens voksende marine.
Efter studentereksamen kom han i februar 1910 ind i feltartilleriet som Fahnenjunker og blev løjtnant i 1911.

## 1. verdenskrig
Han deltog i 1. verdenskrig og blev den 1. juli 1915 overført til de Kejserlige Flyvertropper, hvor han blev uddannet som observatør. Han blev tildelt Jernkorset af første klasse og sent i efteråret 1916 blev han udnævnt til Oberleutnant og adjudant ved en flyveskole i Kurland. Kort før krigen sluttede, blev han udnævnt til Hauptmann.

## Mellemkrigstiden
Efter 1. verdenskrig arbejdede han først i det såkaldte politiflyvekorps, men da det ophørte som følge af Versaillestraktaten, grundlagde han et lille flyselskab i Danzig, Lloyd Luftdienst. I 1923 blev han direktør for  Danziger Luftpost GmbH. Senere gik han over til rivalen Junkers Luftverkehr. Efter en fusionen blev Erhard Milch den første direktør for Lufthansa.
Efter den nationalsocialistiske magtovertagelse i 1933 blev Milch statssekretær i Reichsluftfahrtministerium. Han var direkte underlagt Hermann Göring.

## Jøde i Nazi-Tyskland
Efter Nürnberglovene i 1935 blev der sat spørgsmålstegn ved Milchs “etniske renhed”, da hans far Anton Milch var jøde. Moderen Clara var født Rosenau, og dette blev opfattet som et germansk navn. Milch var derfor Mischling 1. Grades (halvjøde) og hans karriere inden for det nationalsocialistiske regime ville være ovre. Faderens jødiske baggrund førte til en efterforskning af Gestapo, som Göring fik afsluttet ved en erklæring af Milchs mor om, at Anton ikke var Erhards og hans søskendes kødelige far, da det var hendes onkel Karl Brauer.
Denne sag førte til Hermann Görings kendte udsagn om “Wer Jude ist, bestimme ich” (“det er mig, som bestemmer, hvem der er jøde”. Det førte til komplikationer, da det kom frem, at Rosenau-familien var jødisk, noget som ville have gjort Milch til fuldblodsjøde 

## 2. verdenskrig
Ved udbruddet af 2. verdenskrig ledede Milch som general luftvåbnets operationer under Operation Weserübung. Efter Slaget om Frankrig samme sommer blev han udnævnt til Generalfeldmarschall og generalluftfartsinspektør.

## Straf og senere liv
I 1946 blev han tiltalt for krigsforbrydelser og forbrydelser mod menneskeheden. Milchprocessen blev ført i Nürnberg af det amerikanske militærtribunal. Milch blev i 1947 dømt til livsvarigt fængsel, som blev ændret til 15 år i 1951. I 1954 blev han løsladt fra Landsbergl efter amnesti.
Han boede frem til sin død i Düsseldorf.